# 憲穆太后
憲穆太后金氏（?—?），新羅第45代君主神武王金祐徵的母亲。
憲穆太后原称貞矯夫人，是金忠恭的女儿，嫁给元聖王的孙子上大等金均貞，生下儿子金祐徵。839年（神武王元年、唐文宗开成四年），金祐徵起兵，推翻了闵哀王，即位为神武王。追尊祖父伊飡金禮英爲惠康大王，父亲金均貞爲成德大王，母亲貞矯夫人金氏爲憲穆太后，立子金慶膺爲太子。同年七月二十三日神武王薨。